# Linus Straßer

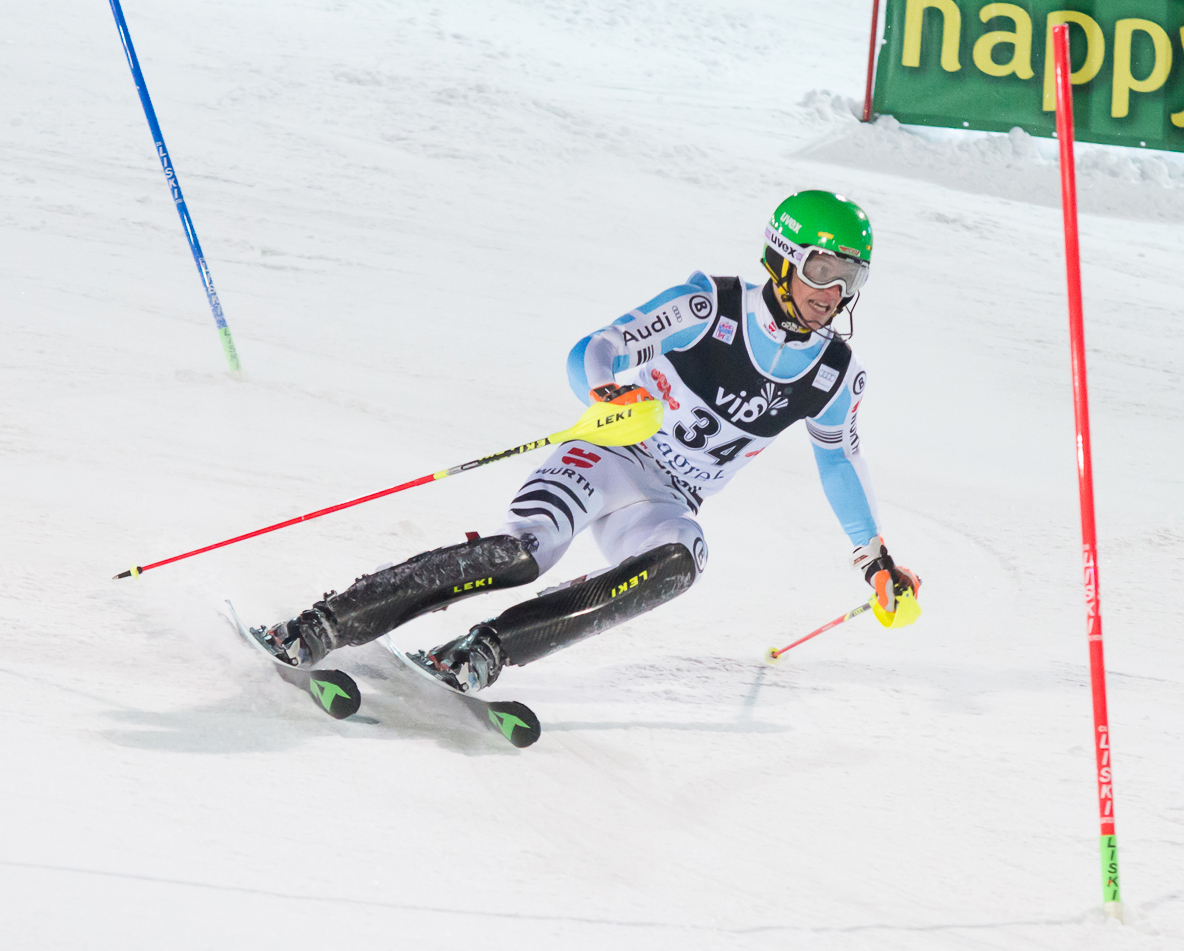
Linus Straßer in gara a Zagabria Sljeme nel 2015

Linus Straßer (Monaco di Baviera, 6 novembre 1992) è uno sciatore alpino tedesco specialista delle prove tecniche.

## Biografia

### Stagioni 2008-2017
Linus Straßer, nato a Monaco di Baviera e attivo in gare FIS dal dicembre del 2007, ha esordito in Coppa Europa l'11 febbraio 2010 partecipando allo slalom gigante di Oberjoch, senza classificarsi. Ha esordito in Coppa del Mondo il 27 ottobre 2013 nello slalom gigante di Sölden non riuscendo a qualificarsi per la seconda manche, e il 14 dicembre 2013 ha conquistato il suo primo podio in Coppa Europa, vincendo lo slalom parallelo di San Vigilio.
Ai suoi primi Campionati mondiali, Vail/Beaver Creek 2015, si è piazzato 10º nello slalom speciale e non ha completato la prova di slalom gigante. Il 31 gennaio 2017 ha ottenuto a Stoccolma la sua prima vittoria, nonché primo podio, in Coppa del Mondo; ai successivi Mondiali di Sankt Moritz 2017 si è classificato 12º nello slalom gigante e 20º nello slalom speciale.

### Stagioni 2018-2025
Ai XXIII Giochi olimpici invernali di Pyeongchang 2018, sua prima presenza olimpica, si è classificato 22° nello slalom gigante e 5º nella gara a squadre e non ha completato lo slalom speciale e la combinata; l'anno seguente ai Mondiali di Åre è stato 37º nella discesa libera, 28º nello slalom speciale, 5º nella combinata e 4º nella gara a squadre, mentre a quelli di Cortina d'Ampezzo 2021 ha vinto la medaglia di bronzo nella gara a squadre (partecipando come riserva) e si è piazzato 15º nello slalom speciale e 7º nello slalom parallelo.
Ai XXIV Giochi olimpici invernali di Pechino 2022 ha vinto la medaglia d'argento nella gara a squadre, è stato 7º nello slalom speciale e non ha completato lo slalom gigante; ai Mondiali di Courchevel/Méribel 2023 si è classificato 9º nello slalom speciale, 14º nel parallelo e 6º nella gara a squadre e nella stagione 2023-2024 è stato 2º nella classifica della Coppa del Mondo di slalom speciale, superato dal vincitore Manuel Feller di 189 punti. Ai Mondiali di Saalbach-Hinterglemm 2025 ha vinto la medaglia di bronzo nello slalom speciale e si è classificato 8º nella combinata a squadre e 5º nella gara a squadre.

## Palmarès

### Olimpiadi
- 1 medaglia:
  - 1 argento (gara a squadre a Pechino 2022)

### Mondiali
- 2 medaglie:
  - 2 bronzi (gara a squadre a Cortina d'Ampezzo 2021; slalom speciale a Saalbach-Hinterglemm 2025)

### Coppa del Mondo
- Miglior piazzamento in classifica generale: 9º nel 2024
- 15 podi (12 in slalom speciale, 3 in slalom parallelo):
  - 5 vittorie (4 in slalom speciale, 1 in slalom parallelo)
  - 2 secondi posti (in slalom speciale)
  - 8 terzi posti (6 in slalom speciale, 2 in slalom parallelo)

#### Coppa del Mondo - vittorie
| Data            | Località        | Paese   | Specialità |
| --------------- | --------------- | ------- | ---------- |
| 31 gennaio 2017 | Stoccolma       | Svezia  | PR         |
| 6 gennaio 2021  | Zagabria Sljeme | Croazia | SL         |
| 25 gennaio 2022 | Schladming      | Austria | SL         |
| 21 gennaio 2024 | Kitzbühel       | Austria | SL         |
| 24 gennaio 2024 | Schladming      | Austria | SL         |

Legenda:

SL = slalom speciale

PR = slalom parallelo

#### Coppa del Mondo - gare a squadre
- 3 podi:
  - 2 secondi posti
  - 1 terzo posto

### Coppa Europa
- Miglior piazzamento in classifica generale: 19º nel 2015
- Vincitore della classifica di slalom parallelo nel 2014
- 10 podi:
  - 3 vittorie
  - 3 secondi posti
  - 4 terzi posti

#### Coppa Europa - vittorie
| Data             | Località    | Paese     | Specialità |
| ---------------- | ----------- | --------- | ---------- |
| 14 dicembre 2013 | San Vigilio | Italia    | PR         |
| 23 novembre 2014 | Levi        | Finlandia | SL         |
| 29 novembre 2019 | Funäsdalen  | Svezia    | SL         |

Legenda:

SL = slalom speciale

PR = slalom parallelo

### Nor-Am Cup
- Miglior piazzamento in classifica generale: 56º nel 2019
- 2 podi:
  - 1 secondo posto
  - 1 terzo posto

### Australia New Zealand Cup
- Miglior piazzamento in classifica generale: 6º nel 2018
- Vincitore della classifica di slalom speciale nel 2018
- 2 podi:
  - 2 vittorie

#### Australia New Zealand Cup - vittorie
| Data           | Località | Paese     | Specialità |
| -------------- | -------- | --------- | ---------- |
| 23 agosto 2017 | Thredbo  | Australia | SL         |
| 24 agosto 2017 | Thredbo  | Australia | SL         |

Legenda:

SL = slalom speciale

### Campionati tedeschi
- 12 medaglie[1]:
  - 7 ori (slalom gigante nel 2014; slalom gigante, slalom speciale, combinata nel 2017; combinata nel 2019; slalom speciale nel 2024; slalom speciale nel 2025)
  - 3 argenti (slalom gigante nel 2016; slalom gigante nel 2018; slalom gigante nel 2022)
  - 2 bronzi (slalom speciale nel 2014; slalom speciale nel 2022)

### Campionati tedeschi juniores
- 1 oro (slalom speciale nel 2011)[senza fonte]